# Ioja Sinesie
Ioja Sinesie (ur. 23 kwietnia 1916 r. w Neagra, zm. w nocy z 2 na 3 sierpnia 1958 r. w więzieniu w Aiud) – rumuński duchowny, współpracownik partyzanckiej grupy Gligora Cantemira w latach powojennych
W 1933 r. ukończył gimnazjum w miejscowości Hunedoara, w 1942 r. akademię teologiczną w Aradzie. 
W listopadzie tego roku został wyświęcony na kapłana, obejmując posługę duchowną w parafii Valea Mare w rejonie Aradu. 
W styczniu 1945 r. nawiązał kontakt z byłym kolegą z gimnazjum Gligorem Cantemirem, który – po zrzuceniu przez Niemców na spadochronie – organizował zbrojny opór przeciwko komunistom w Banacie. Za zgodą swoich przełożonych I. Sinesie przechowywał i udzielał pomocy członkom oddziału partyzanckiego G. Cantemira i osobom z siatki cywilnej, np. Bradowi Vasile od września 1948 r. 
5 stycznia 1949 r. w Aradzie został aresztowany przez Securitate. Po śledztwie z torturami trybunał wojskowy w Timișoarze skazał go w grudniu tego roku na karę 12 lat więzienia. Osadzono go w więzieniu w Aiud, gdzie prawdopodobnie został zamordowany.